# Žižín
Žižín je malá vesnice, část statutárního města Pardubice. Nachází se asi 5,5 km na jihovýchod od Pardubic. Prochází zde silnice II/355. V roce 2009 zde bylo evidováno 22 adres. V roce 2001 zde trvale žilo 35 obyvatel.
Žižín leží v katastrálním území Černá za Bory o výměře 2,08 km2.